# Тарут

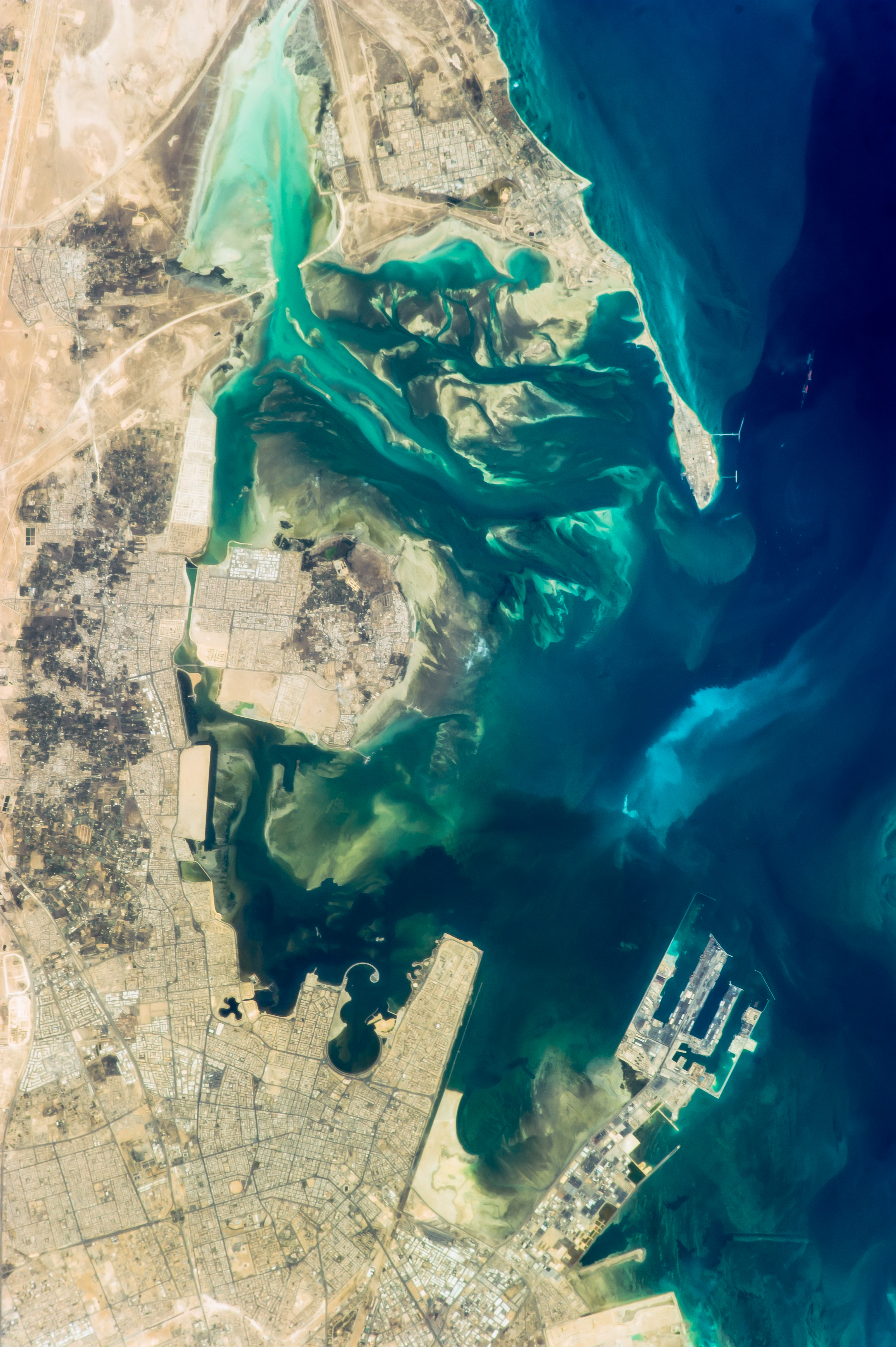
Північно-східний Даммам, Сайхат, Катіф, острів Тароут та Рас-Танура, зняті Міжнародної космічної станції.

Острів Тарут (араб. جزيرة تاروت) — острів у Перській затоці, що належить до Східної провінції Саудівська Аравія, з'єднаний двома дамбами з Катіфом. Він знаходиться в шести кілометрах від узбережжя і є найдовшим островом в Перській затоці після острова Кешм, що простягається від Рас-Таннура на півночі до Катіфа на заході. Площа острова — 70 квадратних кілометрів, а чисельність населення (2010 р.) — 77 757. Він містить ряд міст і сіл, включаючи саму Тарут, Дейру і Дарін.

## Історія
Тарут був центром Дільмунського Королівства і мав велику роль в історії регіону з 3000 р. до н. е.
Острів відіграв значну роль у торговій діяльності у всьому регіоні Перської затоки. Це було центральним пунктом торгівлі між Месопотамією та прибережних районів на сході Аравійського півострова.

## Замок Тарута
Замок Тарут розташований у центрі острова на краю села Аль-Дейра. Замок був побудований у період з 1515 по 1521 рік. Поки що невідомо, хто його збудував, хоча деякі археологи припускають, що його побудували жителі Катіфа та Тарута, щоб захистити їх від португальських нападів, тоді як деякі дослідники зазначають, що замок був побудований португальцями, щоб захистити себе від турків, але вони були змушені здати його в 1559 році, і евакуювалися з острова Тароут на острів Аваль, (тепер Бахрейн).
Замок складається з 4 веж, має прямокутний двір з центральним глибоким колодязем, який, як вважають, використовується для зберігання припасів під час облоги.